# Xanthorhoe mimica
Xanthorhoe mimica là một loài bướm đêm trong họ Geometridae.